# François Thijssen
François Thijssen was een Nederlandse ontdekkingsreiziger uit rond 1600 die vooral bekend werd door zijn reis langs de zuidkust van Australië. Zijn geboorte- en sterfdatum zijn onbekend, maar mogelijk overleed hij op 13 oktober 1638.
François Thijssen was de kapitein van het schip 't Gulden Zeepaert, toen dit op 22 mei 1626 vanuit Zeeland vertrok naar Batavia via Kaap de Goede Hoop. Op de heenreis had hij van de bewindhebbers van de Vereenigde Oostindische Compagnie (VOC) de opdracht gekregen de kust van Terra Australis in kaart te brengen. 
Op 26 januari 1627 kwamen ze zuidelijker dan de bedoeling was bij de kust van Australië uit. Dit was in de buurt van Kaap Leeuwin.
Hij zeilde oostwaarts en bracht meer dan 1500 kilometer van de zuidkust in kaart. Een deel noemde hij het land  't Land van Pieter Nuyts, naar de hoogste VOC-vertegenwoordiger aan boord. Een eiland noemde hij het Eiland van St. François, naar zijn eigen patroonheilige; nu onderdeel van de Nuyts Archipel. De huidige Australische naam is St. Francis. Op 10 april 1627 arriveerde het schip in Batavia. 